# Nombre dodécagonal

Nombre dodécagonal

Un nombre dodécagonal est un nombre figuré polygonal qui peut être représenté graphiquement par des points répartis dans un dodécagone. Le nombre dodécagonal d'ordre {\displaystyle n} est donné par la formule , :
{\displaystyle D_{n}=n(5n-4)}.
Les premiers nombres dodécagonaux sont :
0, 1, 12, 33, 64, 105, 156, 217, 288, 369, 460, 561, 672, 793, 924, 1065, 1216, 1377, 1548, 1729, 1920, 2121, 233 2, 2553, 2784, 3025, 3276, 3537, 3808, 4089, 4380, 4681, 4992, 5313, 5644, 5985, 6336, 6697, 7068, 7449, 7840, 8241, 8652, 9073, 9504, 9 945... suite A051624 de l'OEIS

## Obtention de ces nombres
Pour {\displaystyle n} points sur chaque côté du polygone extérieur, on ajoute à l'étape {\displaystyle n} : {\displaystyle 12-1} points sur les sommets et {\displaystyle (12-2)(n-2)} points à l'intérieur des côtés, d'où {\displaystyle D_{n}-D_{n-1}=11+10(n-2)=10(n-1)+1}.
Donc {\displaystyle D_{n}=\sum _{k=1}^{n}(10(k-1)+1)=\sum _{k=0}^{n-1}(10k+1)=5n(n-1)+n=n(5n-4)}.

## Propriétés
- {\displaystyle D_{n}} est la somme des {\displaystyle n} premiers entiers naturels congrus à 1 modulo 10.
- {\displaystyle D_{n}=n+5n(n-1)} est congru à {\displaystyle n} modulo 10 et a donc même chiffre des unités que lui.
- {\displaystyle D_{n}} est congru à {\displaystyle n} modulo 2 donc a même parité que lui.
- {\displaystyle D_{n}} est la somme du nombre carré d'ordre {\displaystyle n} et de huit nombres triangulaires d'ordre {\displaystyle n-1} : {\displaystyle D_{n}=C_{n}+8T_{n-1}=n^{2}+4n(n-1)} .
- {\displaystyle D_{n}} est la somme du nombre hexagonal d'ordre {\displaystyle n} et de six nombres triangulaires d'ordre {\displaystyle n-1} : {\displaystyle D_{n}=H_{n}+6T_{n-1}=n(2n-1)+3n(n-1)} .
- {\displaystyle D_{n}} est la somme des nombres impairs de {\displaystyle 4n+1} à {\displaystyle 6n+1}.

- D'après le théorème des nombres polygonaux de Fermat, tout entier naturel est la somme d'au plus 12 nombres dodécagonaux.